# Karl Friedrich Stellbrink

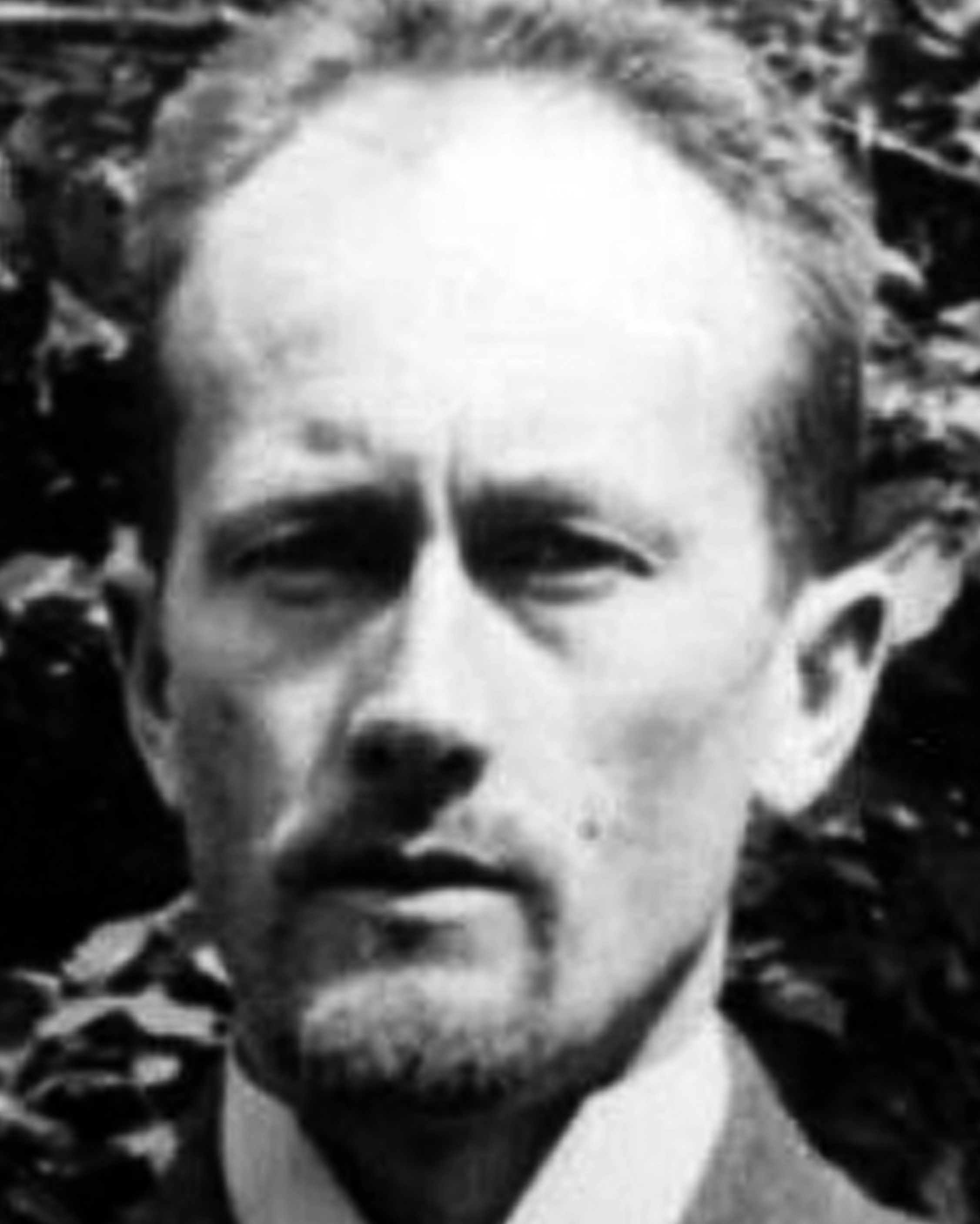
Karl Friedrich Stellbrink

Karl Friedrich Stellbrink (* 28. Oktober 1894 in Münster; † 10. November 1943 in Hamburg) war ein deutscher evangelisch-lutherischer Pastor in Lübeck. Kurz nach dem alliierten Luftangriff des 28. /29. März 1942 auf Lübeck, bei dem 320 Personen getötet, über 700 verletzt, 16.000 Menschen obdachlos sowie große Teile der Altstadt zerstört wurden, äußerte Stellbrink sich von der Kanzel herab kritisch über die Politik der Nationalsozialisten. Einige Tage später wurde er von der Gestapo verhaftet und später in einem Prozess vor dem Volksgerichtshof mit drei katholischen Geistlichen zum Tode verurteilt. Am 10. November wurden die vier in Hamburg hingerichtet. Sie sind als die Lübecker Märtyrer bekannt.

## Jugend und Ausbildung
Karl Friedrich Stellbrink war das zweite Kind des Oberzollsekretärs Karl Stellbrink und seiner Frau Helene Kirchhoff. Ab 1904 besuchte er das humanistische Gymnasium Leopoldinum in Detmold, dann wechselte er nach Spandau und verließ 1913 nach der Mittleren Reife die Schule. Nach erfolgloser Bewerbung an der Kunstakademie in Düsseldorf, weil er das vorgeschriebene Alter noch nicht erreicht hatte, wandte er sich der Theologie zu. 1913 trat er in das Diaspora-Seminar der preußischen Landeskirche in Soest ein, das speziell für den Dienst im Ausland vorbereitete.
Der Erste Weltkrieg verzögerte seine Ausbildung. Im Februar 1915 wurde er als Soldat eingezogen und kam an die Westfront, wo er am 14. Januar 1916 so schwer verwundet wurde, dass die linke Hand verletzt blieb.
Als „50 % kriegsversehrt“ wurde Stellbrink am 1. Oktober 1917 aus dem Kriegsdienst (Heerdienst) nach Berlin entlassen. Hier leistete er soziale Arbeit für die Kirche und einen Kinderrettungsverein, leitete einen Männer- und Jünglingsverein und bereitete sich auf seine Reifeprüfung vor. Das Abitur bestand er am 31. März 1919; ein Jahr später legte er die Abschlussprüfung am Predigerseminar Soest ab. Für ein knappes Jahr kam er nun als Vikar nach Barkhausen im Synodalbezirk Minden. Am 5. März 1921 heiratete er die Lehrerin Hildegard Dieckmeyer. Kurz danach wurde er in Witten für das geistliche Amt in Übersee ordiniert.

## Auslandsaufenthalt
Am 20. April 1921 schiffte er sich mit seiner Frau von Hamburg aus nach Brasilien ein, traf in Rio Grande do Sul ein, setzte seinen Weg fort nach Porto Alegre und wurde als Seelsorger in Arroio do Padre bei Pelotas eingeteilt. Dort begann er am 1. Juni 1921 seinen Dienst als Pastor deutscher Siedler und wechselte einige Jahre später in die Gemeinde Montalverne bei Santa Cruz. Die Familie blieb acht Jahre in Brasilien; ihre vier Kinder wurden dort geboren.
Stellbrink war schon zu dieser Zeit Mitglied in mehreren völkischen Organisationen, unter anderem im Alldeutschen Verband.

## Pfarrstellen in Deutschland

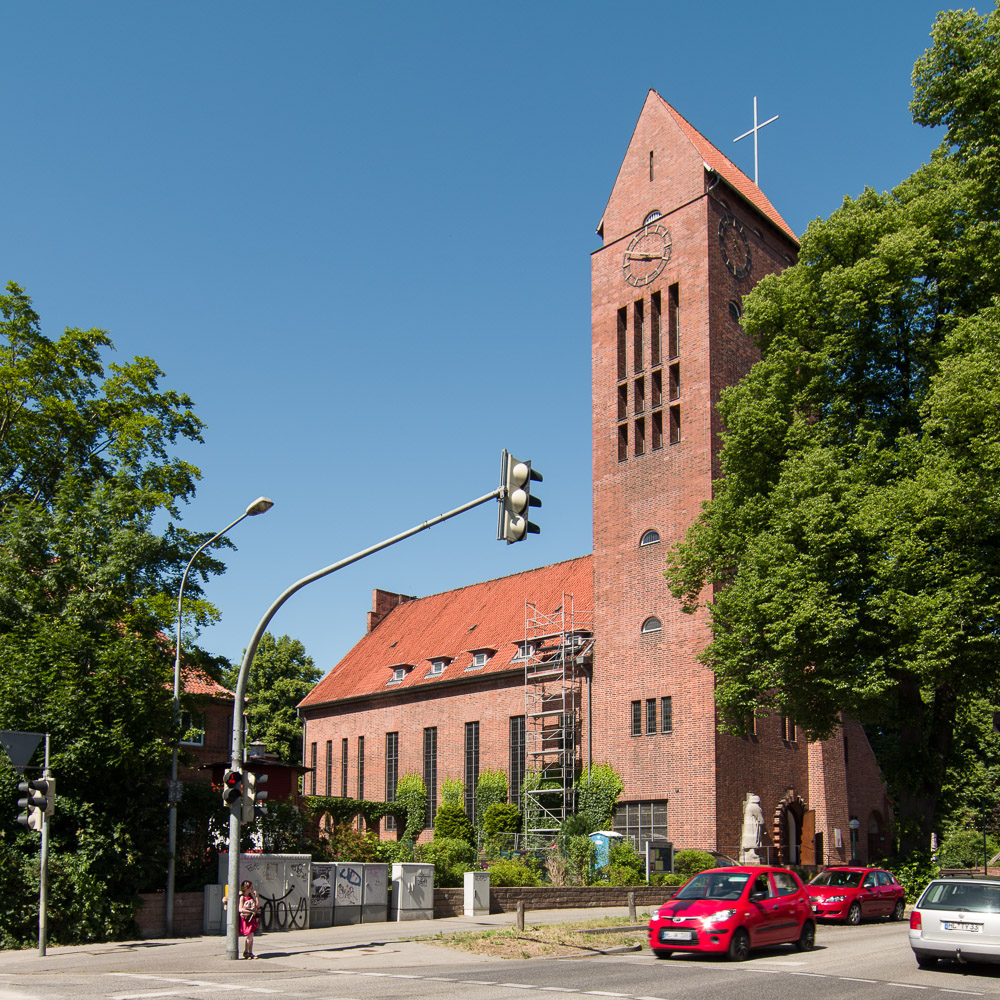
Lutherkirche in Lübeck

Im Sommer 1929 beschloss er nach einem Urlaub in der Heimat, nicht nach Brasilien zurückzukehren, sondern sich in Deutschland um eine Pastorenstelle zu bewerben. Nach einem Examen (das für ihn als Nicht-Volltheologen nötig war) wurde er 1930 Pfarrer in Steinsdorf bei Weida in Thüringen. Einige Gemeindeglieder beschwerten sich schriftlich über Stellbrinks „herrisches Wesen“ und seine „politisierenden Reden“. Stellbrink ergriff offen Partei für die NSDAP und die Deutschen Christen und vertrat nach Ansicht von Hansjörg Buss ein „völkisch-rassistisches Weltbild“.
1930 trat er dem stark völkisch geprägten Bund für Deutsche Kirche bei, der als „evangelische Bruderschaft mit stark nationalem Charakter“ charakterisiert wird. In einem biografischen Artikel heißt es: „National gesonnen <sic!> und gesellschaftspolitisch engagiert, hatte S[tellbrink] nach seiner Rückkehr aus Brasilien große Sympathie für Hitler und die NSDAP“.
Im Frühjahr 1934 bewarb er sich erfolgreich als Nachfolger von Hauptpastor Wilhelm Mildenstein für die Pfarrstelle des ersten Bezirks der Lübecker Lutherkirche der Evangelisch-Lutherischen Kirche im Lübeckischen Staate und trat sein Amt im Juni 1934 an. Die Lutherkirche galt in dieser Zeit als Hochburg der Deutschen Christen in Lübeck, wie zum Beispiel des Pastors und NSDAP-Senators Ulrich Burgstaller, denen sich Stellbrink aber nicht anschloss. Als Individualist grenzte er sich von den Deutschen Christen und von der Bekennenden Kirche ab.

## Wandlung und Gegnerschaft zur NSDAP
1934 legte Stellbrink seine Parteiämter nieder; vermutlich veranlassten ihn antikirchliche Strömungen in Partei und Staat sowie ständige Konflikte zwischen Hitler-Jugend und Evangelischer Jugend zu diesem Schritt. Sein Pflegebruder wurde aus der HJ ausgeschlossen, weil er den Gottesdienst besuchte statt den zeitgleich stattfindenden Dienst der HJ. Seine Kinder traten aus der HJ aus. Stellbrink half einer benachbarten jüdischen Familie und wurde zum Kritiker des Regimes. Nach mehreren Verwarnungen durch die Geheime Staatspolizei wurde Stellbrink 1937 wegen parteischädigender Kritik aus der NSDAP ausgeschlossen; schon vorher war er aus dem Bund für Deutsche Kirche ausgetreten. Ab 1937 wurde er von der Gestapo überwacht.
Seine ablehnende Haltung gegenüber dem Krieg, in dem ein Pflegesohn Stellbrinks 1940 fiel, verstärkte seine Gegnerschaft zum Regime. Die so genannte Euthanasie, von der er seit Sommer 1941 Kenntnis hatte, lehnte er entschieden ab. Ab 1941 stand er in freundschaftlichem Kontakt mit dem römisch-katholischen Kaplan Johannes Prassek, mit dem er Predigten Clemens August Graf von Galens und Informationen von abgehörten „Feindsendern“ austauschte, die er auch an andere weitergab. Stellbrink schloss sich allerdings nicht der Bekennenden Kirche an, blieb in der Landeskirche isoliert und suchte stattdessen den Kontakt zu den römisch-katholischen Geistlichen der Herz-Jesu-Kirche.
Nach dem schweren Bombenangriff auf Lübeck in der Nacht zum Palmsonntag vom 28. März auf den 29. März 1942 soll Stellbrink in seiner Predigt im Konfirmationsgottesdienst am Palmsonntag unmittelbar danach gesagt haben, dass Gott mit mächtiger Sprache geredet habe, und „Ihr werdet wieder beten lernen.“ Das wurde in einem Gestapo-Bericht so dargestellt und verbreitete sich „wie ein Lauffeuer“ in der Stadt, dass Stellbrink den Angriff als „Gottesgericht“ gedeutet habe, wodurch „die Bevölkerung … auf das äußerste erregt“ worden sei.
Ein Beauftragter der Gestapo suchte den Kirchenrat auf. Dieser ordnete ein Disziplinarverfahren an und enthob Stellbrink seines Amtes. Am 8. April wurde Stellbrink bei der Vorsprache bei der Gestapo verhaftet und in das Gefängnis Lauerhof eingeliefert. Die Versorgungsbezüge entfielen, die Familie wurde isoliert und die Kirche half nicht.

## Prozess und Hinrichtung

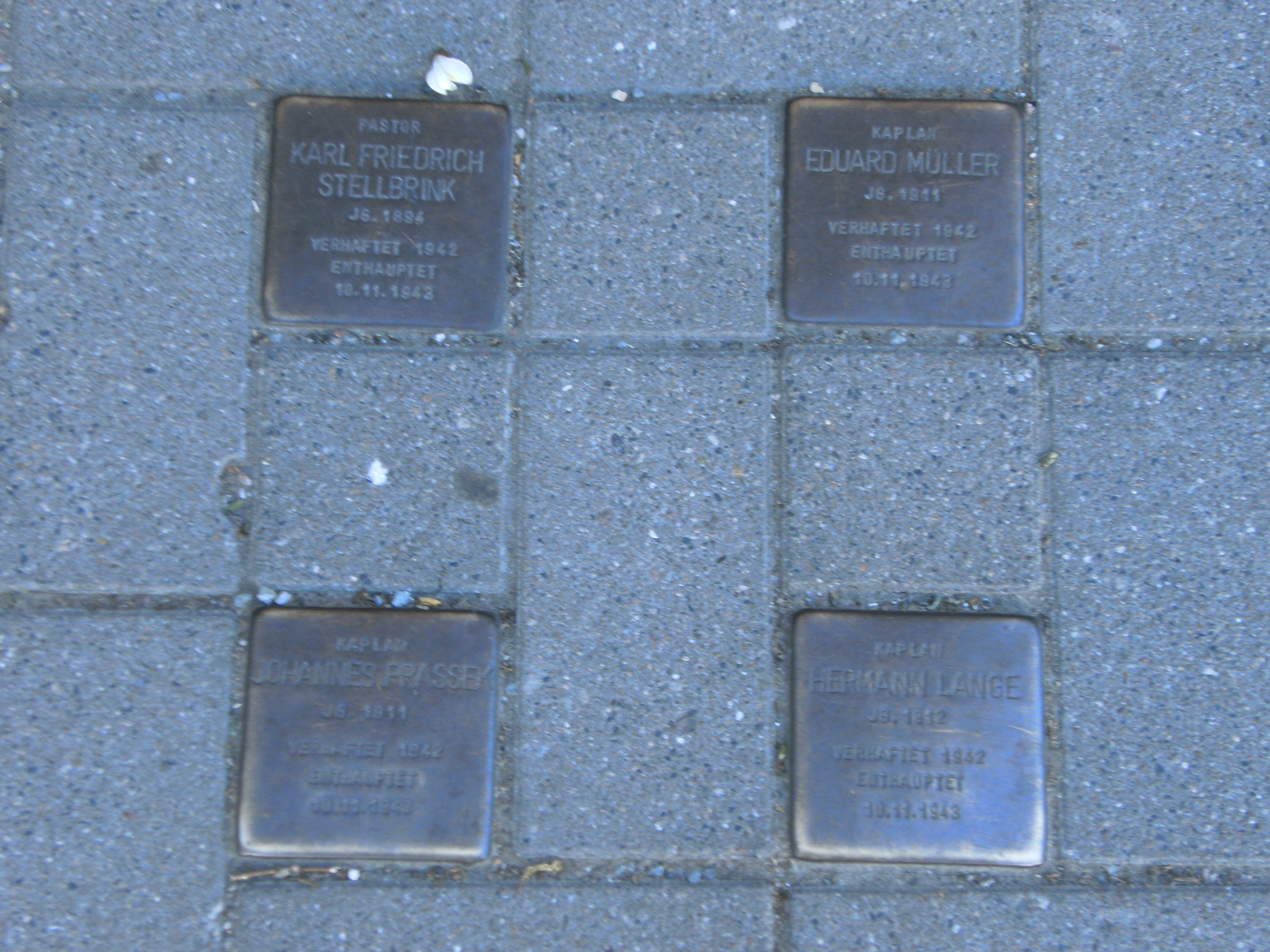
Hamburg, Untersuchungsgefängnis Holstenglacis, Holstenglacis 3: Stolpersteine für die in der Untersuchungshaftanstalt Hamburg, Holstenglacis hingerichteten Lübecker Märtyrer

Im Saal 40 des Lübecker Landgerichts im Burgkloster in der Großen Burgstraße wurden 20 Lübecker Christen vom zweiten Senat des Berliner Volksgerichtshofes am 22.–24. Juni 1943 angeklagt. Das Verfahren und Urteil gegen Stellbrink wurde am Vormittag des 23. Juni 1943 durchgeführt. Das schriftliche Todesurteil umfasste mehrere Seiten und wurde vom Vizepräsidenten des Volksgerichtshofs Wilhelm Crohne als Vorsitzendem und dem Landgerichtsdirektor Preußner unterzeichnet. Zusammen mit den römisch-katholischen Kaplänen der Lübecker Herz-Jesu-Gemeinde Eduard Müller, Johannes Prassek und Hermann Lange, die mit Stellbrink einen Protestbrief von Bischof Theophil Wurm an Reichsinnenminister Frick vom 19. Juli 1940 und die sogenannte Galen-Predigt öffentlich machten, wurde er im Juni 1943 vom Volksgerichtshof wegen „Wehrkraftzersetzung“, „landesverräterischer Feindbegünstigung“ sowie wegen „Vergehen gegen das Rundfunkgesetz“ und „Vergehen gegen das Heimtückegesetz“ angeklagt, am 23. Juni zum Tode verurteilt. Am 10. November 1943 wurden die vier Märtyrer ab 18:20 Uhr im Abstand von drei Minuten und in der Reihenfolge Müller, Prassek, Lange, Stellbrink in der Untersuchungshaftanstalt Hamburg am Holstenglacis durch Scharfrichter Friedrich Hehr mit dem Fallbeil hingerichtet.

## Historische Bewertung

### Rehabilitierung durch Kirche und Staat
Nach 1945 gewährte die Kirchenleitung der Familie Stellbrinks eine Versorgungsrente und widerrief damit postum die Entlassung Stellbrinks aus dem Dienst der Landeskirche. Am zweiten Jahrestag der Hinrichtung der Lübecker Märtyrer schloss sich mit Senior Pautke der leitende Geistliche der Lübecker Landeskirche der besonders von der römisch-katholischen Kirche getragenen Deutung des Todes der vier Lübecker Geistlichen Prassek, Lange, Müller und Stellbrink als Martyrium an. Diese Würdigung war nicht unumstritten. Aus den Kreisen der Bekennenden Kirche wurde u. a. eingewandt, Stellbrink habe „mit krassen Worten […] das Alte Testament beschimpft“ und sein Leben „nicht im Kampf um das Evangelium“, sondern „im politischen Kampf gegen das Dritte Reich“ verloren. Diese Einwände riefen ihrerseits Widerspruch hervor. 1959 beschloss der Lübecker Kirchenrat ein „alljährliches Gedenken“ aller vier Hingerichteten. Durch das Todesurteil verlor Stellbrink nach damaligem Recht sämtliche Besoldungs- und Versorgungsansprüche. Am 18. Juni 1945 wurde der Witwe von Stellbrink vom neu zusammengesetzten Kirchenrat die Versorgung eines im Amt verstorbenen Pastors zuerkannt. 1993 erwirkte der damalige Lübecker Bischof Karl Ludwig Kohlwage zusammen mit dem Rechtsanwalt und ehemaligen Landesjustizminister Heiko Hoffmann anlässlich des 50. Jahrestages der Hinrichtung die förmliche Aufhebung von Stellbrinks Todesurteil.

„Die Kirchenleitung ehrt in Karl-Friedrich Stellbrink einen Pastor, der in der Bindung an das Wort Gottes und geleitet durch sein Gewissen immer deutlicher und immer klarer das Unrecht eines totalen Regimes erkannte und kritisierte. Er ist den schweren Leidensweg eines Zeugen der evangelischen Wahrheit gegangen, der sein Leben für die von ihm erkannte Wahrheit geben mußte.
Die vier Lübecker Märtyrer stehen für die Kirche Jesu Christi, die nicht lavieren und sich nicht in den Dienst des Unrechts stellen darf.“

Das gemeinsame Schicksal Stellbrinks und seiner drei römisch-katholischen Amtskollegen ist für die ökumenischen Beziehungen zwischen der evangelischen und der römisch-katholischen Kirche von Bedeutung.
Bei der Seligsprechung der drei katholischen Geistlichen der vier Lübecker Märtyrer am 25. Juni 2011 in Lübeck gedachte Kardinal Walter Kasper in seiner Predigt ausdrücklich auch des Protestanten Stellbrink. Die Evangelische Kirche in Deutschland erinnert mit einem Gedenktag im Evangelischen Namenkalender am 10. November an Stellbrink. Die Römisch-katholische Kirche führt Karl Friedrich Stellbrink in ihrem Deutschen Martyrologium des 20. Jahrhunderts als Märtyrer auf.

### Kritiker
Stellbrink hatte nach Einschätzung von Hansjörg Buss den Vorstellungen eines „rückwärtsgewandten übersteigerten Nationalismus“ und einer „religiös fundierten und rassisch definierten Volksgemeinschaft“ angehangen. Zweifellos stand Stellbrink der Demokratie ablehnend gegenüber. Zeitgenossen galt er als „schwierig“, als „Wahrheitsfanatiker“, teils auch „als unangenehm empfundene Persönlichkeit“.
Das Gedenken an ihren Tod wird seit den 1960er Jahren von einer kritischen Auseinandersetzung mit den Biografien der vier Geistlichen begleitet. Oftmals wird Stellbrinks „gebrochene Biografie“ benannt, meist verbunden mit dem „Interpretationsschema des Geläuterten“. Der Historiker Hansjörg Buss vertritt die Ansicht, „dass eine historisch fundierte und kritische Auseinandersetzung mit Pastor Stellbrink nicht stattgefunden“ habe.

### Gedenkorte

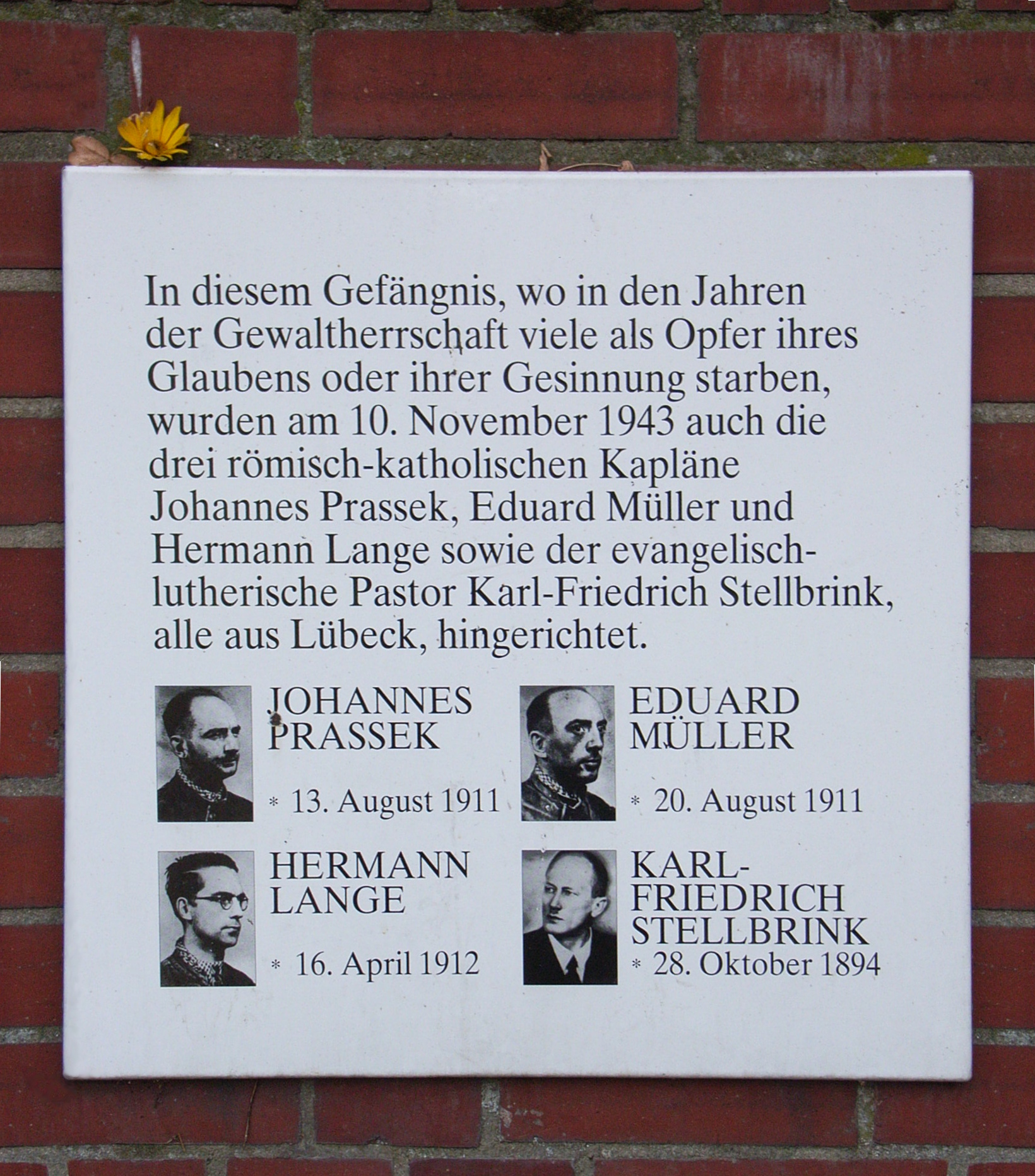
Gedenktafel in Wallanlagen beim Untersuchungsgefängnis Hamburg

Seit 1945 trafen sich jährlich am 10. November zunächst die ehemaligen Mithäftlinge, später Laien und Geistliche der beiden Gemeinden.
Nach Stellbrink sind Straßen in Hamburg, Lübeck und anderen Orten benannt; sie erinnern an seine Verfolgung durch die nationalsozialistische Terror-Justiz.

## Nachlass
Stellbrinks Nachlass wurde im April 2015 von der Familie dem Archiv der Hansestadt Lübeck übergeben.

## Film
- Widerstehen im Geiste Christi – Die Lübecker Märtyrer. Dokumentarfilm von Jürgen Hobrecht, Copyright Polis Film, Berlin 2011.